# El Chanal
El Chanal är en ort i Mexiko. Den ligger i kommunen Colima och delstaten Colima, i den södra delen av landet, 500 km väster om huvudstaden Mexico City. El Chanal ligger omkring 650 meter över havet och antalet invånare är 820. Närmaste större samhälle är Ciudad de Villa de Álvarez, 4,5 km sydväst om El Chanal. Trakten runt El Chanal består till största delen av jordbruksmark.. Trakten har Savannklimat.med en årsmedeltemperatur på 26 °C. Den varmaste månaden är maj, då medeltemperaturen är 32 °C, och den kallaste är september, med 23 °C. Genomsnittlig årsnederbörd är 1 163 millimeter. 

## Historia

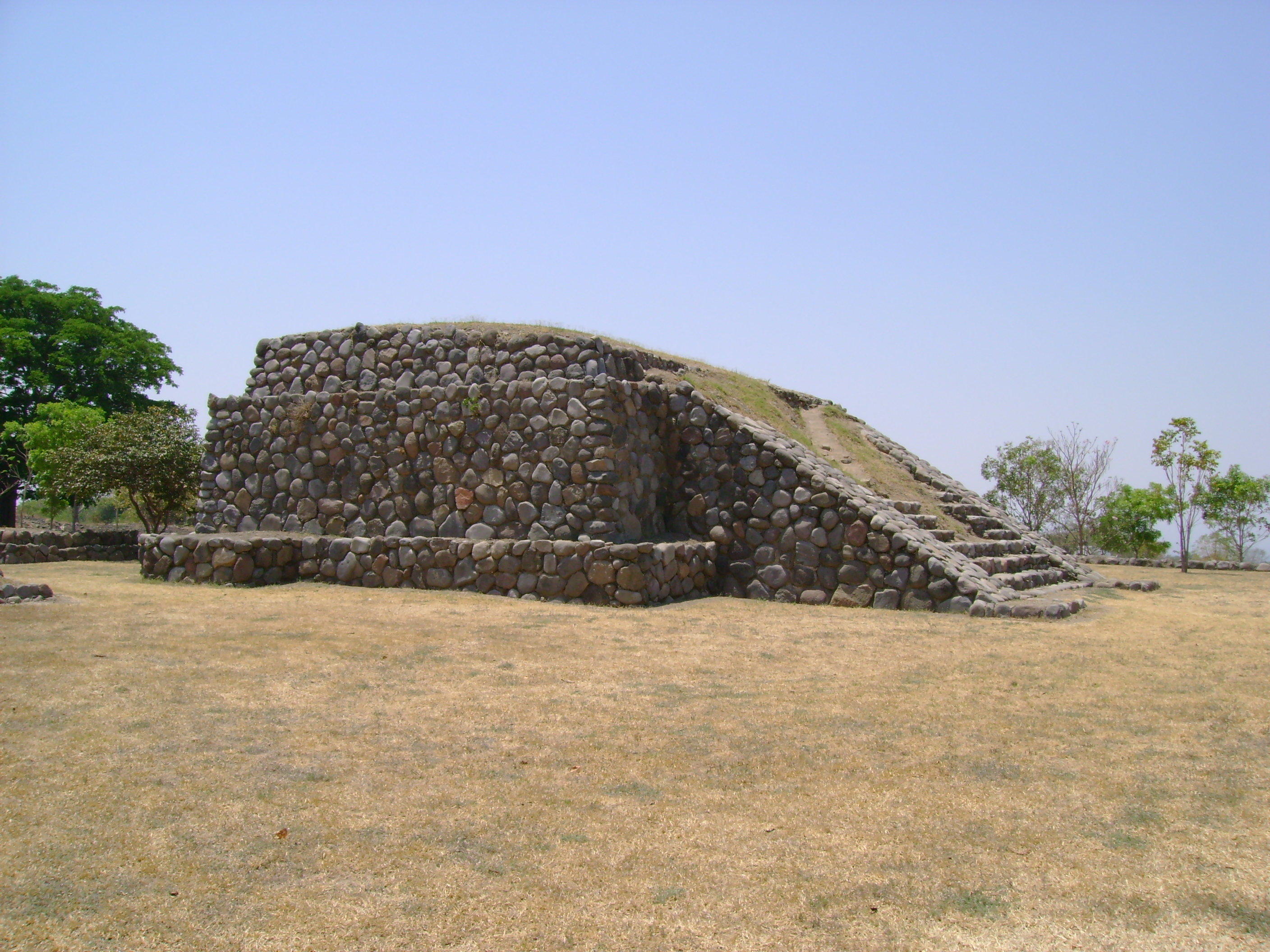
Pyramid i El Chanal

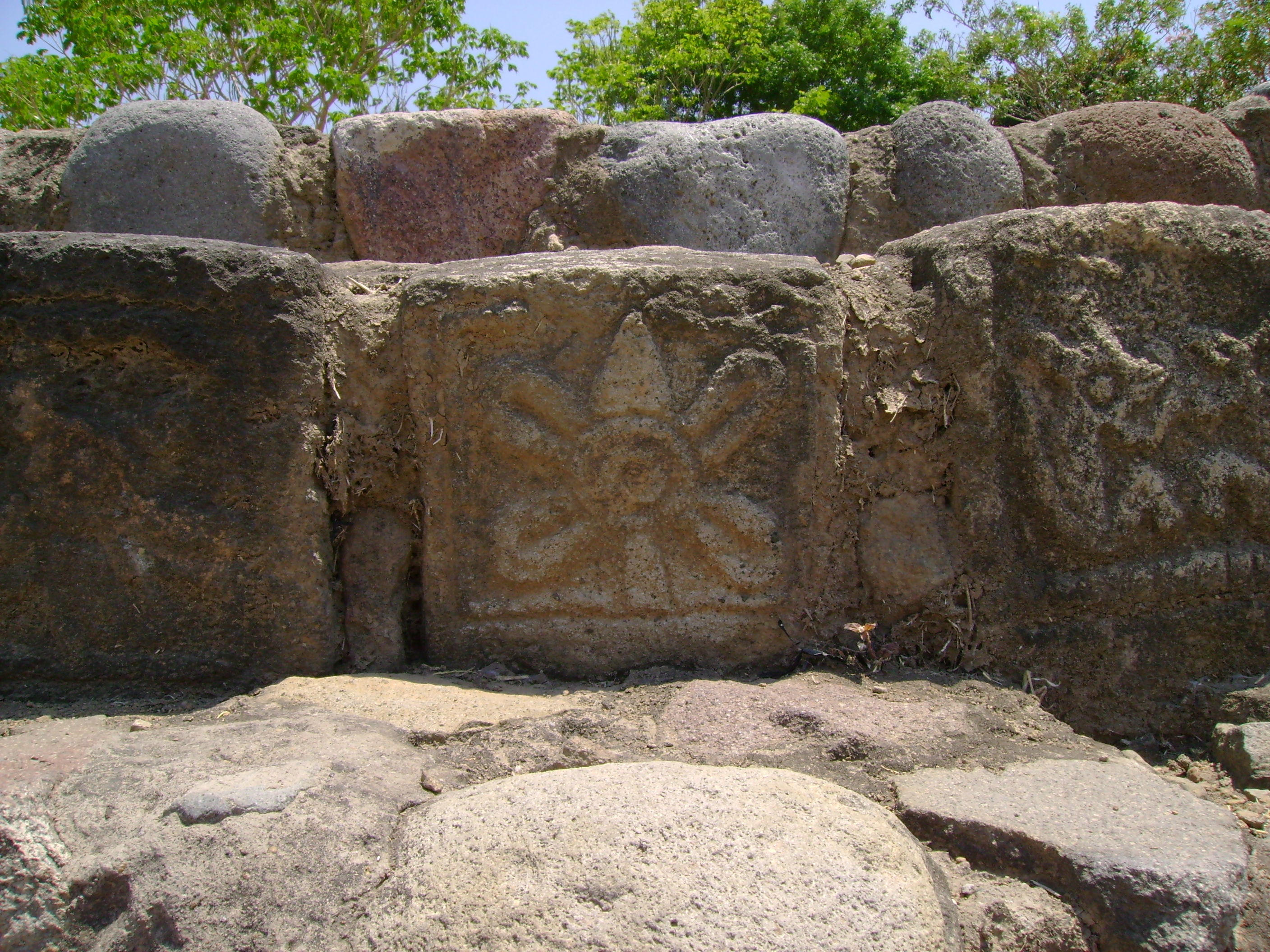
Reliefsten med Ollin-Symbol, tecknet för rörelse

El Chanal var en förcolumbiansk stad i västra Mexiko, några kilometer från staden Colima. Den tidigare bosättningen omfattar 100 hektar och ruinstaden var ett viktigt regionalt centrum.  Tretton små pyramide och reliefprydda väggar har bevarats. Platsen var bebodd från cirka 1100 till 1400 e.Kr. Den är öppen för besökare flera dagar i veckan. En stor del av de arkeologiska fynden där kan ses i Museo de las Culturas de Occidente María Ahumada de Gómez i Colima.